# Monno
Monno é uma comuna italiana da região da Lombardia, província de Bréscia, com cerca de 589 habitantes. Estende-se por uma área de 30 km², tendo uma densidade populacional de 20 hab/km². Faz fronteira com Edolo, Grosio (SO), Grosotto (SO), Incudine, Mazzo di Valtellina (SO), Tovo di Sant'Agata (SO), Vezza d'Oglio.

## Demografia
| Variação demográfica do município entre 1861 e 2011                               |
|                                                                                   |
| Fonte: Istituto Nazionale di Statistica (ISTAT) - Elaboração gráfica da Wikipedia |